# Anke Sieloff
Anke Sieloff (* 16. Dezember 1965 in Stuttgart) ist eine deutsche Opern-, Operetten-, Musical- und Chansonsängerin (Sopran/Mezzosopran).

## Leben
Ab dem Alter von fünf Jahren erhielt Sieloff, die Tochter des Fußballspielers Klaus-Dieter Sieloff, klassischen Ballettunterricht. Von 1985 bis 1990 studierte sie an der Musikhochschule Stuttgart Gesang im Hauptfach bei Sylvia Geszty und setzte ihr Studium an der Stuttgarter Opernschule fort.
Seit der Spielzeit 1993/1994 ist die Künstlerin festes Ensemblemitglied am Musiktheater im Revier. Dort wirkte sie in vielen Opern, Operetten und Musicals mit u. a. als Carmen in der gleichnamigen Oper, Dorabella in Così fan tutte, Rosina in Der Barbier von Sevilla, Cherubino in Le nozze di Figaro, Hänsel in Hänsel und Gretel, Sextus in La clemenza di Tito, Großherzogin Gerolstein in Die Großherzogin von Gerolstein, Maria in West Side Story, Evita in Evita, Polly Baker in Crazy for You, Ninotschka in Silk Stockings, Jenny in Aufstieg und Fall der Stadt Mahagonny, Mirabella in Der Zigeunerbaron, Magd Violeta in Bernarda Albas Haus von Aribert Reimann etc. Die Künstlerin führ(t)en zahlreiche Gastauftritte an die großen deutschsprachigen Musikbühnen.
Anke Sieloff ist auch Musicalsängerin sowie Interpretin des Liedgesangs. Sie ist Lehrbeauftragte für Gesang an der Folkwang Hochschule im Ruhrgebiet.

## Preise / Auszeichnungen
Im Alter von 20 Jahren gewann sie den 1. Nachwuchspreis beim Bundesgesangswettbewerb in Berlin im Fach Musical. 1990 erhielt sie den 1. Nachwuchspreis beim 2. Internationalen Koloraturgesangswettbewerb in Stuttgart, 1992 den 1. Preis beim Erika-Köth-Wettbewerb in Neustadt an der Weinstraße, 1998 den Förderpreis des Landes Nordrhein-Westfalen, 2000 den Gelsenkirchener Theaterpreis und zu Beginn der Spielzeit 2002/2003 zum dritten Mal den Publikumspreis der Theatergemeinde Gelsenkirchen.